# Чикаловка
Чикаловка (укр. Чикалівка) — село, Каменнопотоковский сельский совет, Кременчугский район, Полтавская область, Украина.
Код КОАТУУ — 5322481704. Население по переписи 2001 года составляло 217 человек.

## Географическое положение
Село Чикаловка находится на правом берегу реки Днепр, выше по течению на расстоянии в 2 км расположено село Каменные Потоки, ниже по течению на расстоянии в 4 км расположено село Успенка, на противоположном берегу — город Горишние Плавни.

## История
- Есть на карте 1800 года как Троицкое.[2]
- В 1859 году в селе (южном поселении) Троицком было 181 двор где жило 1320 человек[3]

- В 1927 и ранее называлось Троицкое.[4]